# Hunkpapa

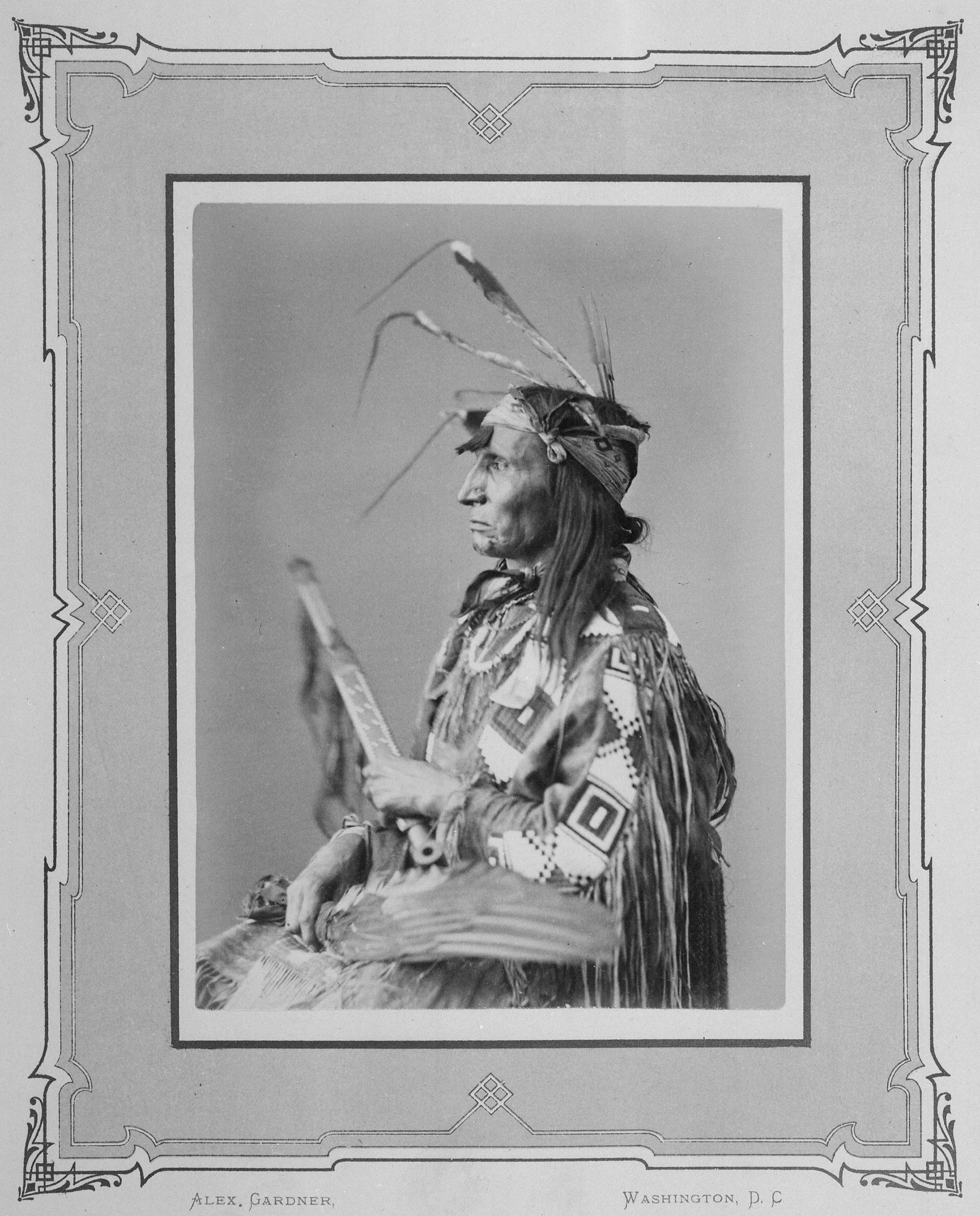
Walking Shooter (Wah-Koo-Ta-Mon-Ih), delegat tribal davant el govern federal en 1872

Els lunkpapa (en lakota: húŋkpapȟa) són un grup d'amerindis dels Estats Units, un dels set membres del consell del foc de la nació lakota. El nom húŋkpapȟa és una paraula lakota que vol dir "cap del cercle". En un temps el nom de la tribu va estar representada en els registres euroamericans com Honkpapa. Per tradició, els húŋkpapȟa plantaven les seves tendes a l'entrada del cercle del Gran Consell quan els sioux es reunien en convocatòria. Parlaven lakȟóta, un dels tres dialectes de la llengua sioux.
Podrien haver-se format com a tribu entre els Lakota fa relativament poc temps, ja que el primer esment dels hunkpapa en els registres històrics euroamericans era d'un tractat de 1825. El general de l'Exèrcit dels Estats Units Warren estimava la seva població en al voltant en 2.920 el 1855. Va descriure el seu territori que anava "del Gran Cheyenne fins al Yellowstone, i a l'oest de les Black Hills. Ell afirma que antigament es van casar força amb els xeiene". Va assenyalar que van assaltar colons al llarg del riu Platte. A més de la guerra, van sofrir pèrdues considerables a causa del contacte amb els europeus i contractació de malalties infecciones d'Euràsia per a les que no tenien immunitat.
Durant la dècada de 1870, quan els nadius americans de les Grans Planes estaven lluitant contra els Estats Units, els hunkpapa van ser dirigits en la lluita per Bou Assegut, junt amb els oglala lakota. Estaven entre les últimes tribus que foren internades a les reserves. En 1891, la majoria dels lakota Hunkpapa, unes 571 persones, residien a la reserva de Standing Rock de Dakota del Nord i Dakota del Sud. Des de llavors no han estat comptats per separat dels lakota.

## Gent notable

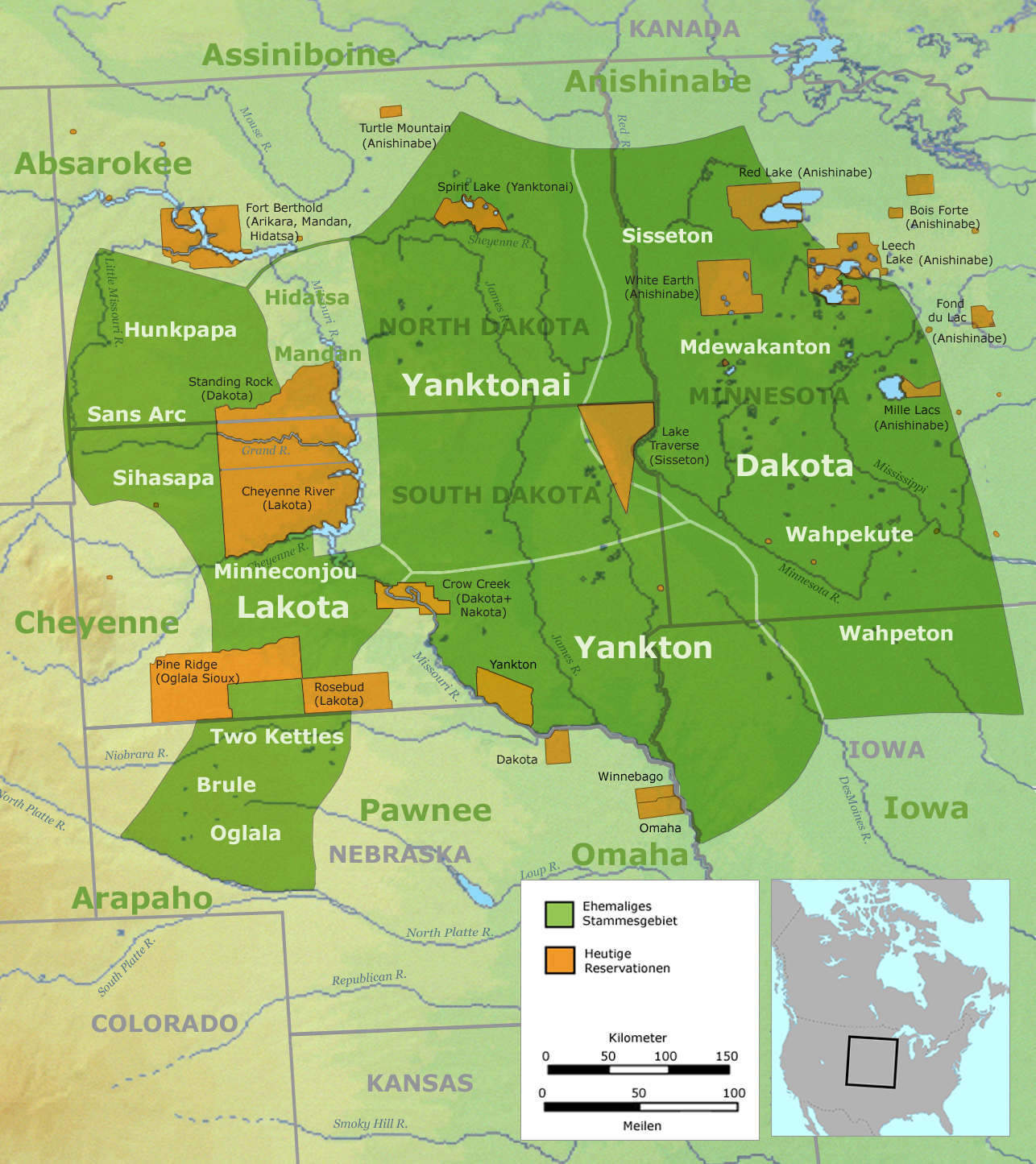
Territori original de la Gran Nació Sioux (en verd): els lakota (inclosos els sans arc o itazipco), els nakota (yanktonai i Tribu Yankton Sioux) i dakota, així com el territori de les reserves (taronja)

- Dana Claxton (n. 1959), directora de cinema, fotògrafa i artista hunkapa lakota
- Robert "Tree" Cody, flautista. Membre registrat de la tribu maricopa.
- Zahn McClarnon, actor
- Phizí (Agalla), un dels comandants de la Batalla de Little Bighorn
- Tȟatȟáŋka Íyotake (Bou Assegut), cap i líder dels lakota en la lluita contra l'Exèrcit dels Estats Units a romandre fora de les reserves al segle XIX[1]
- Tȟatȟóka Íŋyaŋke (Running Antelope), cap hunkpapa i assessor de Bou Assegut
- Maria Yellow Horse Brave Heart, treballadora social hunkpapa responsable del desenvolupament de models de trauma històrics i intervencions per a amerindis